# Geranomyia banksiana
Geranomyia banksiana is een tweevleugelige uit de familie steltmuggen (Limoniidae). De soort komt voor in het Neotropisch gebied.